# دوروم (ساندویچ)

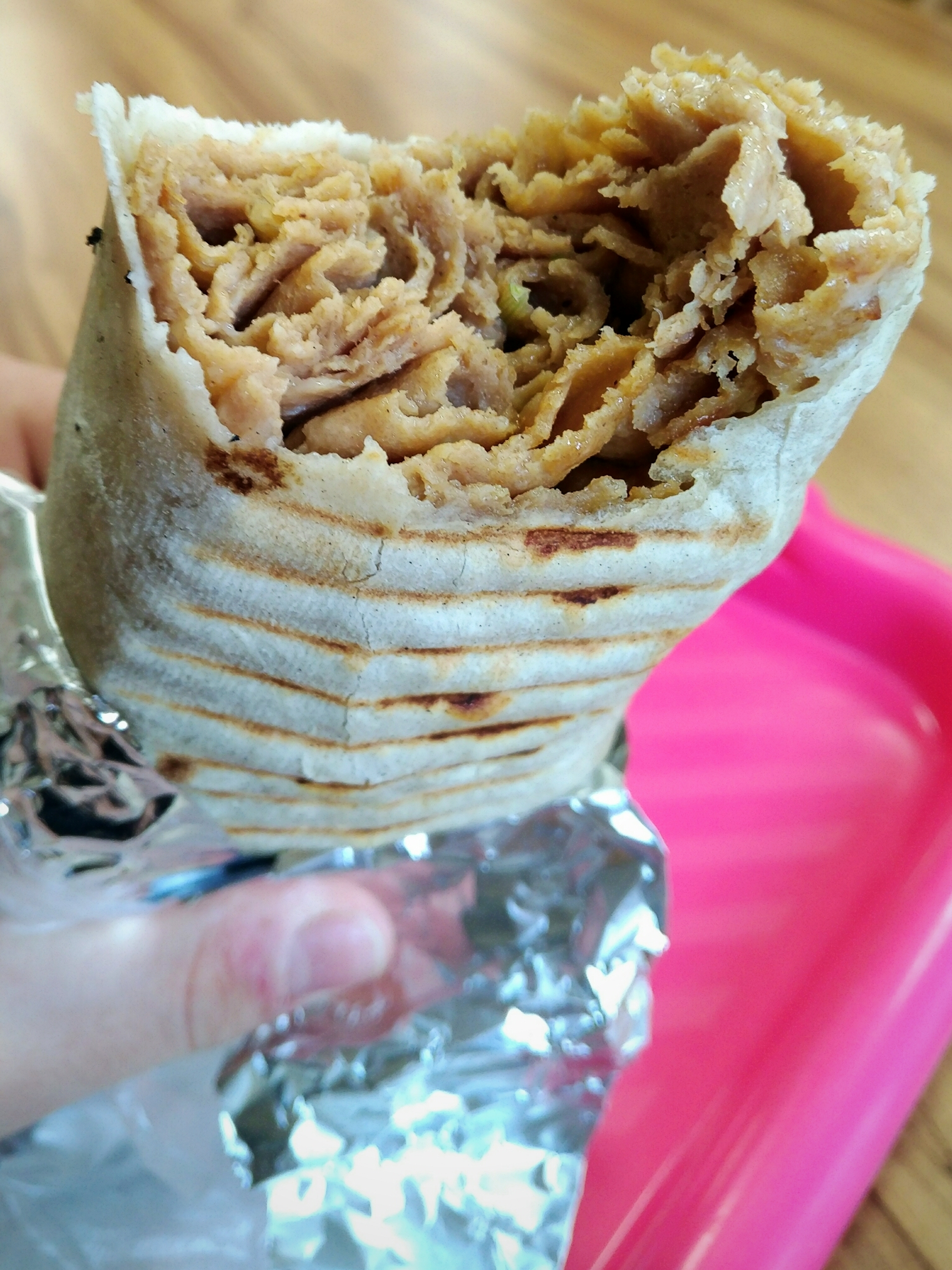
دوروم کباب ترکی (دُنَر کباب)

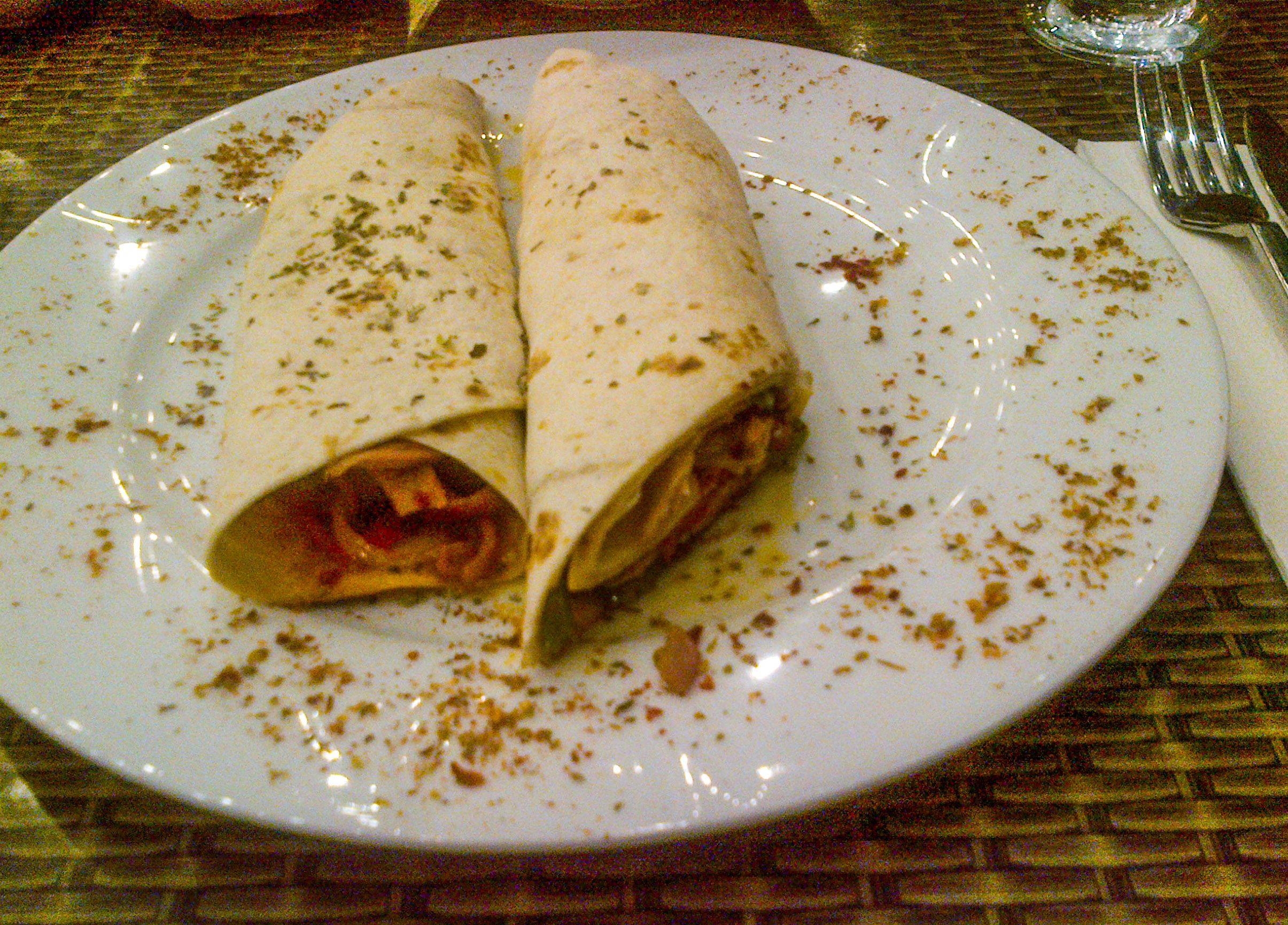
دروم کوکورچ

دوروم (ترکی: Dürüm به معنای رول) یا دورمه یک غذای تُرکی است که معمولاً با مواد کباب تُرکی (دُنَر کباب) پُر می‌شود. دوروم با نان لواش یا نان یوفکا تهیه می‌شود. این ساندویچ بیشتر به عنوان یک غذای خیابانی در ترکیه رایج است اما در سایر رستوران‌ها نیز ارائه می‌شود.

## معرفی
دوروم، لغتی ترکی است و به معنای «رول» است، به‌طور کلی به معنی هر نوع آماده‌سازی است که در غذای ترکی رول می‌شود و انواع مختلفی دارد، مانند sucuk dürüm (رول سوسیس سیر ترکی)، kokoreç dürüm (رول کوکورچ)، peynir dürüm (رول پنیر گوسفندی)، salata dürüm (لقمه رژیم گیاهخواری که اغلب حاوی سالاد سبز، گوجه فرنگی ریز خرد شده، زیتون بدون هسته، پیاز قرمز خرد شده با اندکی روغن زیتون است).

## در بلژیک
در بلژیک و به ویژه در بروکسل، یک نوع فرهنگ تُرکی در اواخر دهه ۱۹۸۰ رواج یافت. این غذا با الهام از سنت محلی می‌تواند علاوه بر گوشت پخته شده تُرکی (شاورما) یا روش محلی (گوشت گاو، مرغ، کوفته، فریکادل، مکزیکو) یا فلافل برای رژیم گیاهی و همچنین سالادهای متنوع (کاهو، کلم، پیاز، گوجه، ذرت، سالاد) با سیب‌زمینی سرخ‌کرده نیز تهیه شود. این غذای ترکیبی به سرعت محبوب شد و اکنون در فهرست بسیاری از غذاها در این کشور قرار دارد، چه ترکی باشد، چه مراکشی و چه بلژیکی.